# Fabrizio Venerandi
Fabrizio Venerandi (Genova, 1970) è uno scrittore italiano.

## Biografia
La notorietà gli viene principalmente dalla serie di racconti Io e Ce… pubblicata mensilmente dal periodico Macworld dal 2003 al 2006 (in parte raccolti in "L'amore è un cavolfiore"). Suoi testi sono apparsi su riviste quali La rosa purpurea del cairo, L'immaginazione, Maltese narrazioni. Molto attivo sul Web, è stato, con Antonio Koch, principale motore del sito-blog Lame Rotanti. Interessato alle tecnologie audiovisive e all'applicazione dell'interattività all'opera letteraria, è attivo anche come poeta e performer, sia in versione "solista" (che lo ha visto, tra l'altro, partecipare e primeggiare in diversi poetry slam), sia - a partire dal 1999 - all'interno del laboratorio defunto bib(h)icante assieme a Donald Datti, Paola Malaspina e Gianluca Seimandi. Come videoautore è presente con diversi video su YouTube. Il testo in progress Persone unite contro Goldrake, forse il suo più noto e popolarissimo in rete da anni, è molto espressivo della sua poetica.
Sposato e padre di tre figli, vive e lavora a Genova, dove si è laureato in lettere con una tesi sul teatro di August Strindberg. Nel 2010 ha fondato insieme a Maria Cecilia Averame la casa editrice digitale Quintadicopertina.

## Opere
- NeoNecronomicon, videogioco multiplayer online, 1990
- Il trionfo dell'impiegato, poemetto, Zona, 1999
- Pantagrognomicon, romanzo, Di Salvo, 2001
- Doctoribus cadde, poesia, Ifiglibelli, 2002
- Monitor, poesia, Ifiglibelli, 2005
- Rekiem 11, poesia, Smith&Laforgue, 2005
- L'amore è un cavolfiore, racconti, Coniglio, 2006
- Giovani surrealisti canadesi, racconti, Ifiglibelli, 2007
- Altea e lo scimmiotto, romanzo, Biblioteca Clandestina Errabonda, 2009
- Lavori di bocca, poesie del collettivo Bib(h)icante, Biblioteca Clandestina Errabonda, 2010
- Chi ha ucciso David Crane?, romanzo ipertestuale, Quintadicopertina, 2010
- L'ultima avventura del signor Buonaventura, romanzo, Zona, 2010
- Ezekias contro le donne gatto del pianeta Smirt, ebook, Delos Digital, 2015
- La vita in famiglia è bellissima (se sai come smettere), racconti, ebook, Quintadicopertina, 2016
- Poesie elettroniche, poesie digitali, ebook, Quintadicopertina & Nazione Indiana, 2016 (menzione speciale premio Möbius 2018)
- Il mio prossimo romanzo, romanzo, Antonio Tombolini Editore, 2017
- Mens e il regno di Axum, Interactive Fiction, Premio Marmellata d'avventura, 2018
- Guida all'immaginario nerd, saggio (coautore), Odoya, 2019
- Apple Lovers, saggio (coautore), 2020
- PÈCMÉN, romanzo, Blonk, 2020
- Il meccanismo della forchincastro, romanzo, Delos Digital, 2021
- Niente di personale, poesie, Argo Libri, 2021
- Poesie Elettroniche ELO edition, poesie digitali, ebook, 2022
- Scosse, poesie digitali, ebook interattivo, 2024
- Grandi Successi, album di poesie sonore, Bandcamp, 2024
- Manuale di letteratura elettronica, manuale, Argo Libri, 2024
- Gli esseri umani sono macchine?, episodio CICLI, videogioco a episodi con Enrico Colombini e Roberto Gilli, 2024
- Quello che è reale, videopoesia 2025